# Esclavitud en la actualidad

Personas viviendo en condiciones de esclavitud por país en 2019 según la fundación Walk Free.

La esclavitud es una situación por la cual la propiedad de una persona pasa a ser tomada por otra.  El número de esclavos en la actualidad es de entre 9 millones y 27 millones, el número más alto de la historia de la humanidad. La mayoría son esclavos por deudas, principalmente en Asia del Sur, quienes se encuentran bajo la servidumbre por deudas contraídas con usureros, en ocasiones incluso durante generaciones completas. La práctica de la trata de personas tiene por objetivo principalmente la prostitución de mujeres y niñas. Se trata de la industria criminal de mayor crecimiento y se espera que en un futuro supere al tráfico de drogas.
Los ingresos anuales de los traficantes y esclavistas se estimaron en 2004 en un rango que va desde 55.000 millones de dólares hasta 99.000 millones. Los esclavos viven en condiciones precarias. Como consecuencia de la naturaleza ilegal del tráfico y diferencias en la metodología, la extensión exacta de la industria es desconocida. De acuerdo al Departamento de Estado de los Estados Unidos, se "estima que entre 600.000 y 820.000 hombres, mujeres y niños [son] traficados a través de fronteras internacionales cada año, siendo aproximadamente el 70% mujeres y niñas y el 50% menores de edad. Los datos también ilustran que la mayor parte de las víctimas internacionales son tratadas para explotarlas sexualmente"; no obstante, continúan afirmando que "la alarmante esclavización de personas con el objeto de su explotación laboral, normalmente en sus propios países, es una forma de tráfico humano que puede ser difícil de rastrear desde lejos".
No a la esclavitud 

## Inglaterra
En 2025 un juzgado inglés condenó a Lydia Mugambe, una juez de un Tribunal Penal de las Naciones Unidas por esclavizar a otra africana en Oxford.  La esclavista es académica de Columbia University, en su Instituto para el estudio de los Derechos Humanos, y es miembro del Oxford Human Rights Hub.

## La India
En la India contemporánea, el sistema de castas continúa existiendo de facto. En este sistema, que está basado en la mitología hinduista, las clases sociales se dividen de acuerdo a su "origen" en el cuerpo del dios Brahma. La clase más baja es la de los "dalits", que supuestamente no tienen origen en el cuerpo del dios Brahma, y son considerados como los más indignos. Socialmente se les discrimina y se les permite solamente realizar las actividades más bajas, con pésima o nula remuneración. La discriminación es ilegal y se castiga con castración llega a tal punto que se les ha llegado a llamar "intocables", pues las clases altas evitan tocarlos para no ser contaminados. Actualmente, el sistema de castas de India ha sido abolido de iure, y en las urbes públicamente ya no se practica. Sin embargo, en el ámbito privado sí se llega a practicar, y en las zonas rurales sigue practicándose abiertamente.[cita requerida]

## Mauritania
La esclavitud en Mauritania no se puede entender de manera aislada y es necesario tener en cuenta que los factores geográficos, demográficos y económicos no facilitan la eliminación de esta práctica, pues se trata de un país sumergido en la pobreza, en un lugar que ofrece mínimas oportunidades para su población y con una segregación tribal y racial extrema que tensiona a la sociedad constantemente. 
La historia de este pueblo no se entiende sin el vínculo con la esclavitud y la esclavitud no se puede entender sin vincularla a su historia. La división étnica entre la población mora blanca y los negro africanos ha sido una constante de tensión histórica, que ha llevado a numerosos conflictos y finalmente al sometimiento de la población negro africana a manos de una minoría mora blanca, que durante el periodo de colonización francesa mantuvo y reforzó las relaciones de opresión a las tribus africanas del sur. Tras la colonización, Mauritania nace invalida, con una grave fragmentación social y una tensión latente, que no logra encarrilarse en un modelo de nación, sino en un conjunto de tribus que habitan en un lugar común. Resultado de esta fragmentación y sometimiento social nace el haratine, aquel negro esclavizado históricamente pero liberado en términos legales. La existencia del término en sí, pone de manifiesto la segregación social y el estigma que acompaña a estas personas que arrastran consigo sus orígenes y se ven privadas de un trato y consideración igualitaria y por ende al acceso a la igualdad de derechos. Esta población sigue hasta hoy en día siendo la más vulnerable a vivir en condiciones de esclavitud y prácticas análogas, de especial interés será la situación de niños y mujeres en tanto son la población por excelencia más explotada. En términos prácticos, existe una gran dificultad para establecer los parámetros de la esclavitud en Mauritania, existe una bruma que impide conocer realmente la cantidad de población que sufre las consecuencias de estas formas de explotación y mientras el Gobierno niega su existencia, los distintos actores sociales acusan distintas cifras de víctimas. De cualquier forma, no ha existido un trabajo serio en la evaluación real de la problemática en tanto a los intereses que genera el tema como a la incapacidad de gestionar un proyecto de tal envergadura.
La Mauritania de hoy, como la de ayer, es controlada políticamente por las mismas tribus que han detentado el poder económico y social históricamente. Actualmente, el poder recae en el General Abdelaziz, quien irrumpió en el poder a través de un golpe de Estado en 2008 y confirmado de manera democrática, aunque discutida por otros actores políticos en 2009 y reeligiéndose en 2014. Las manifestaciones se han intensificado durante los últimos años en cuanto a la lucha por los Derechos Humanos así como también por la represión que hay desde el Gobierno, varios activistas por los Derechos Humanos han sido sistemáticamente represaliados y encarcelados durante sus manifestaciones. Abdelaziz ha logrado mantener el statu quo imperante en Mauritania, aquel basado en una política de tabúes, de adoctrinamiento religioso y de discriminación racial, aplacando a los movimientos sociales que luchan por un cambio de condiciones.
A raíz de numerosas protestas a fines de los setenta se logra implementar una ley de abolición a la esclavitud en Mauritania, sin embargo, esta ley no fue reforzada de ninguna manera y se tardó 26 años en lograr criminalizarla e imponer penas a quienes ejerzan tales acciones. Aun así, hemos sido capaces de comprobar que los intentos por enjuiciar a quienes practican el esclavismo han resultado infructuosos, en tanto la jurisprudencia señala, que más riesgo corren los esclavos por denunciar, que el esclavista por explotar. Las leyes están y son fundamento suficiente para que el Gobierno pueda señalar que la esclavitud esta erradicada y que existe un código que la pena severamente, con el fin de eximirse de la responsabilidad para con sus nacionales pero desde nuestro entender, más importante aún, para con sus obligaciones internacionales. Naciones Unidas ha solicitado la aplicación efectiva de las leyes así como los recursos efectivos a las víctimas, para esto ha generado una serie de recomendaciones para que el Gobierno logre erradicar las esclavitud y prácticas análogas, o las secuelas de la esclavitud, según el discurso oficial del Gobierno que niega la existencia de esta práctica.
Las ayudas brindadas por parte del Gobierno mauritano a la lucha contra el terrorismo islámico, el trabajo en conjunto desarrollado con la Unión Europea en temas de inmigración y las fructíferas relaciones económicas de otros países en la región ha permitido mantener al Gobierno de turno una imagen positiva a nivel internacional, en tanto se ha transformado en un aliado estratégico para los intereses de Occidente en la zona y desviado así, la presión internacional por la violación de los Derechos Humanos.
La negación por parte del Gobierno de la existencia de esclavitud en Mauritania, se contradice con el resto de actores que trabajan alrededor de esta temática, ya sean organismos multilaterales, como organizaciones no gubernamentales. La principal dificultad que se presenta a la hora de combatir estas formas de explotación es la curiosa transformación de la esclavitud en Mauritania, la cual aún presenta un tipo de esclavitud tradicional, de esclavitud prendaria, erradicada en la mayor parte del mundo, pero también una evolución hacia un sistema de servidumbre especialmente relacionado al trabajo doméstico, generando una mayor dificultad de identificación de los casos de esclavitud y servidumbre versus las malas condiciones laborales que pueda enfrentar parte de la sociedad más pobre.
Se mantiene una forma de esclavitud hereditaria en el país, y estas se proyectan en forma de esclavitud de gleba, doméstica y sexual, con sus múltiples combinaciones de vulneraciones de derechos, también, existe una esclavitud de primera generación en donde se ven afectados principalmente personas que, o pertenecen a familias esclavizadas históricamente, o provienen de otras regiones, especialmente Senegal y Malí, en donde se suma a la serie de afectaciones, la trata de personas. La pobreza, la herencia sociocultural y la situación de los padres son determinantes a la hora de establecer los factores que conducen a las personas hacia la servidumbre. Por otro lado, es importante señalar que existen factores que atraen a la servidumbre, entre estos, los aspectos materiales, la seguridad alimentaria, la fuerte demanda de empleadores, los vínculos entre amos y padres de esclavos y las condiciones de vida de los patrones. Toda esta relación de servidumbre es facilitada por un inexistente control del trabajo a pesar de existir una legislación al respecto,  una ausencia de una seguridad social básica que garantice la protección de las familias más vulnerables, una precariedad de estructuras familiares especialmente en los estratos más bajos y por último, un proceso histórico de éxodo rural urbano que ha generado un aumento de personas que solo pueden optar a la realización de las labores más simples.
La relación de amo -esclavo, independientemente si se trata de una esclavitud hereditaria o moderna, está sujeta a la práctica de algún o algunos tipos de violencia, ya sea física, psicológica, sexual, económica, así como una explotación constante en el tiempo. Esta violencia es una de las principales motivaciones de huida de los esclavos de la situación en que se encuentran. Los casos que hemos conocido dan cuenta de la brutalidad de la situación y la utilización de estos tipos de violencia de manera constante en la vida de los afectados.
Mientras el Gobierno de Mauritania ofrece un discurso que desestima la existencia de la esclavitud, los organismos internacionales como Naciones Unidas y la Organización Internacional del Trabajo han solicitado reiteradamente que se adopten estrategias amplias contra estas prácticas, asegurando que las víctimas puedan utilizar sus derechos y buscar ayuda junto con investigaciones apropiadas por parte del Estado, con una real aplicación de las leyes.  El Gobierno de Mauritania, así, ha creado una agencia social especializada para luchar contra las secuelas de la esclavitud, eufemismo creado y utilizado por el Gobierno para no reconocer la existencia de esta realidad. Por otro lado, existen varias organizaciones que han mantenido una actitud de lucha frente a estos abusos, entre ellas, las principales son SOS Slaves, L'Association des Femmes Chefs de Famille,   Terre des Hommes de Mauritania, Confédération Libre des Travailleurs de Mauritanie y la Initiative for the Resurgent Abolition Movement que llevan varios años acometidos al trabajo directo con personas que se encuentran o encontraban en esta situación.
Los movimientos sociales han tenido un rol primordial en la lucha contra la esclavitud ya que ha sido los principales promotores de la liberación de esclavos, la generación de leyes y los juicios a esclavistas, teniendo como su figura más mediática y apoyada en los círculos internacionales de activismo en esta causa a Biram Ould Abeid, premio de los Derechos Humanos de Naciones Unidas en 2013 por su combate no violento contra la esclavitud y considerado como uno de los cien intelectuales más importantes del mundo por Foreign Policy. Este activista fue apresado en 2014 por manifestarse en contra de la revocación de cargos a un esclavista, todo esto, tras ser oposición al Gobierno en los comicios presidenciales de ese mismo año. Este caso no es aislado, en tanto la mayoría de dirigentes que luchan por la erradicación de la esclavitud han sido condenados a pasar periodos de cárcel.
Dentro de este tenso este ambiente, Naciones Unidas, en 2010 y después de una visita de su Relator Especial al país, sugiere a Mauritania una serie de recomendaciones en pos de erradicar la esclavitud. Las recomendaciones apelan a la creación de una agencia gubernamental y propone la creación de una ruta de trabajo basada en pautas que buscan un trabajo de asistencia a las víctimas de la esclavitud y ex esclavos, reforzamientos legales efectivos al respecto y un trabajo de prevención en diversos ámbitos. De esta manera. el Gobierno responde con la generación de una hoja de ruta en 2014, en donde establecen las acciones para dar respuestas a estas recomendaciones. Esta hoja de ruta ha sido creada entre los representantes del Gobierno, a través de la Comisión de Derechos Humanos y parte de la sociedad civil. Aunque,  en principio comenzaba a operar en 2014, aún no se ha puesto en marcha. El discurso político asegura que se implementara, mientas algunos actores sociales e hitos del pasado lo ponen en duda.  A raíz de esta hoja de ruta, los movimientos sociales que han sido excluidos del proceso, en este caso, los haratines, han decidido generar una serie de propuestas encaminadas a la erradicación de la esclavitud y la emancipación haratina. Estas propuestas apuntan a cambios más bien estructurales en cuanto a lo social, económico, legal y político, y si bien son reivindicaciones que consideramos justas, también cabe decir que son propuestas de difícil alcance, en consideración con lo poco que se ha avanzado en esta problemática los últimos 35 años.
En 2018 el Índice Global de Esclavitud estimó que el número de personas que vivían en la esclavitud en el país era de 90.000 (o el 2,1% de la población), que es una reducción de los 140.000 en la cifra de esclavitud que informó la misma organización en 2013, mientras que en 2017 la BBC informó una cifra de 600.000 que vivían en condiciones de servidumbre.

## Ecuador
En 2019, la Defensora del Pueblo de Ecuador denunció a la compañía Furukawa Plantaciones CA de llevar a cabo prácticas de esclavitud moderna o "servidumbre de la gleba". El 19 de abril de 2021, el juez constitucional Carlos Vera Cedeño condenó a la empresa por violación a los derechos laborales y derechos humanos de 123 extrabajadores que demandaron a la empresa por haberlos obligado a trabajar toda su vida, sin paga justa ni condiciones laborales mínimas.
El 21 de abril de 2021, el Ministerio de Trabajo retiró una condecoración otorgada en 2005 a Furukawa. La sentencia condena a la empresa a indemnizar a las víctimas y a entregarles hasta 5 hectáreas de tierras a cada demandante.